# Gare de Novillars
Gare de Novillars vasútállomás Franciaországban, Novillars településen.

## Vasútvonalak
Az állomást az alábbi vasútvonalak érintik:
- Dole–Belfort-vasútvonal

## Kapcsolódó állomások
A vasútállomáshoz az alábbi állomások vannak a legközelebb:
- Gare de Roche-lez-Beaupré
- Gare de Deluz